# Государственный мемориал гробницы Уильяма Генри Гаррисона
Государственный мемориал гробницы Уильяма Генри Гаррисона (англ. William Henry Harrison Tomb State Memorial) — мавзолей 9-го президента США Уильяма Генри Гаррисона, расположенный в деревне Норт-Бенд, штат Огайо. Помимо самого Гаррисона здесь покоятся его жена Анна Гаррисон, его сын Джон Скотт и некоторые другие члены семьи.

## История

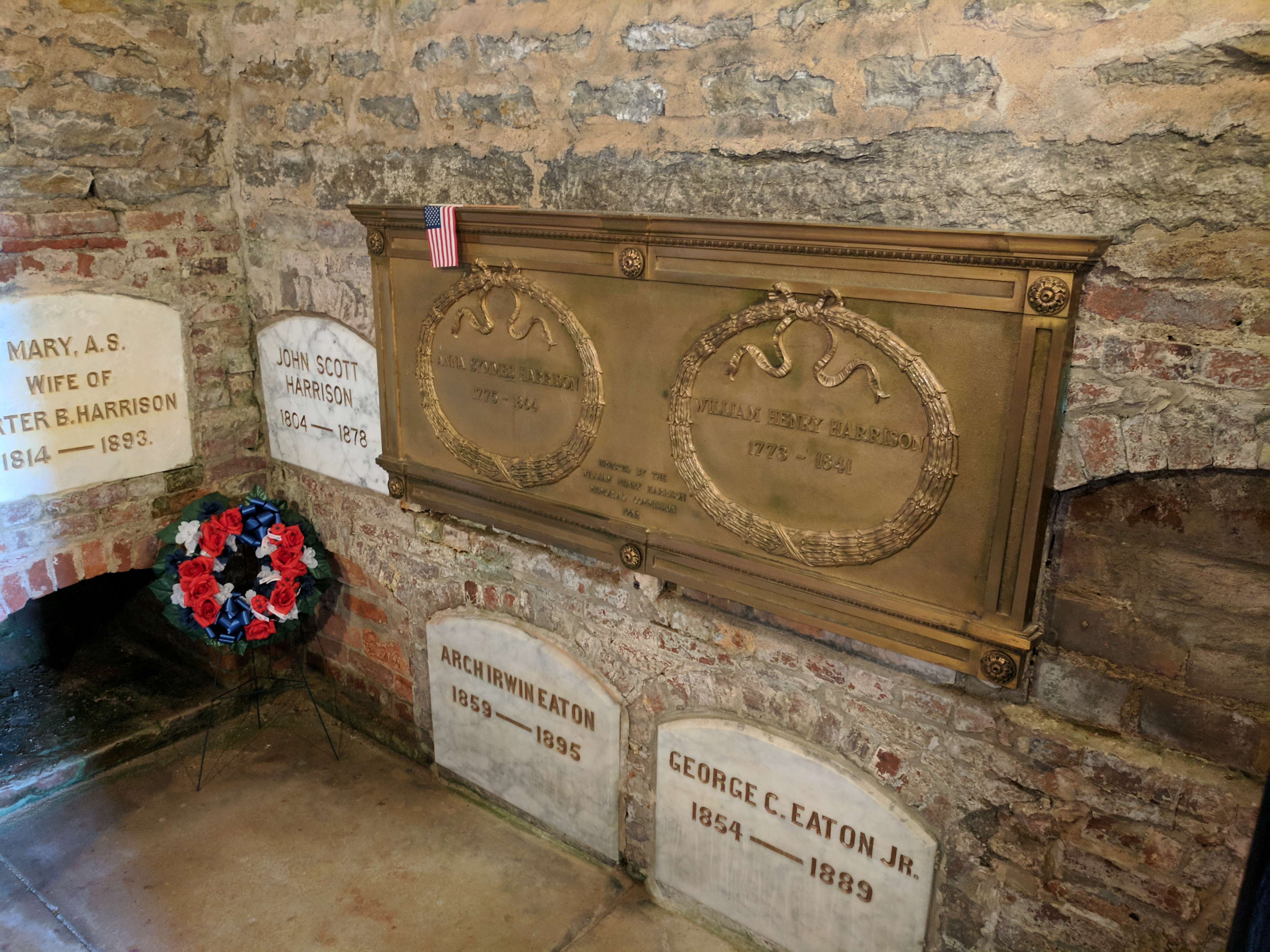
Надгробные плиты Гаррисонов

После своей смерти 4 апреля 1841 года Уильям Генри Гаррисон был похоронен на кладбище Конгресса в Вашингтоне. В июне того же года его останки были вывезены в конечное место упокоения, Норт-Бенд. Семья Гаррисона выбрала место на вершине горы Небо в семейном имении, и погребение произошло 7 июля 1841 года. 
В 1871 году Джон Гаррисон продал всё, кроме 6 акров (2,4 га) имения. Он предложил эту часть, содержащую мавзолей и другие захоронения, штату Огайо в обмен на вечное поддержание.
В течение многих лет гробница территория мавзолея пришла в упадок до 1919 года, когда Генеральная ассамблея Огайо предприняла юридические меры для сохранения наследства президента и выделила средства на уход за ней. Мавзолей был внесён в Национальный реестр исторических мест США 10 ноября 1970 года.
В настоящее время мавзолей находится в ведении Мемориального фонда Гаррисона-Симмса от имени организации «Ohio History Connection». В 2007 году на этом объекте были установлены киоски, чтобы знакомить посетителей с Гаррисоном, его ролью в заселении долины реки Огайо и истории США.